# Trois milliards de gens sur Terre (chanson)
Singles de Mireille Mathieu
Nos souvenirs
(1982) A Santa Maria
(1982)
Pistes de Trois milliards de gens sur Terre
New-York, New-York Tu n'as pas quitté mon cœur
Trois milliards de gens sur Terre est une chanson de Mireille Mathieu sortie en 1982 en France chez Philips. Ce 45 tours est le dernier de la chanteuse à être publié chez Philips, passant ensuite chez Ariola. La chanson fut également enregistrée en allemand en 1982 sous le titre Wann bricht der Morgen an.
Avec un texte du parolier Eddy Marnay, la mélodie s'inspire de The Battle Hymn of the Republic, thème américain qui fut utilisé également par Mireille Mathieu pour sa chanson Glory, glory halleluja en allemand qui datait de 1977.
La face B, Ma vie m'appartient, est un titre composé par Jean Musy et écrit par Laurence Matalon.